# Homestead Public School-Neva King Cooper School
La Homestead Public School-Neva King Cooper School  es una escuela histórica ubicada en Homestead, Florida. La Homestead Public School-Neva King Cooper School se encuentra inscrita  en el Registro Nacional de Lugares Históricos desde el 4 de diciembre de 1985.  

## Ubicación
La Homestead Public School-Neva King Cooper School se encuentra dentro del condado de Miami-Dade en las coordenadas 25°28′28″N 80°28′48″O / 25.474444, -80.48.